# Steatocranus ubanguiensis
Steatocranus ubanguiensis es una especie de peces de la familia Cichlidae en el orden de los Perciformes.

## Morfología
Los machos pueden llegar a alcanzar los 5,3 cm de longitud total.

## Distribución geográfica
Se encuentran en el país africano de República Centroafricana.